# Luc Legros
Luc Legros (11 november 1944) is een Belgische voormalige atleet, die gespecialiseerd was in het hordelopen.

## Biografie
Legros werd in 1965 Belgisch kampioen op de 110 m horden. Hij was aangesloten bij Racing Club Brussel.

## Belgische kampioenschappen
| Onderdeel    | Jaar |
| ------------ | ---- |
| 110 m horden | 1965 |

## Persoonlijk record
| Onderdeel    | Prestatie | Datum        | Plaats  |
| ------------ | --------- | ------------ | ------- |
| 110 m horden | 14,4 s    | 29 juli 1965 | Ebingen |

## Palmares
110 m horden
- 1965:  BK AC – 15,1 s